# Сен Пјер (Сен Пјер и Микелон)
Сен Пјер (фр. Saint-Pierre) је главни град француске прекоморске територије Сен Пјер и Микелон у Атланстком океану, недалеко од обала Њуфаундленда. Захвата површину од око 25 км² и у њему живи 5.500 становника. Смештен је на острву Сен Пјер.